# A Paixão Segundo G.H. (filme)
A Paixão segundo G.H. é um filme brasileiro dirigido por Luiz Fernando Carvalho. Adaptado por Melina Dalboni a partir do livro homônimo de Clarice Lispector, publicado em 1964.
O longa teve sua estreia na Mostra Internacional de Cinema de São Paulo 2023, com ingressos esgotados em apenas 8 minutos. Também fez parte da seleção oficial do Festival do Rio 2023. Estreou comercialmente em 11 de abril de 2024, nos cinemas brasileiros. Em Portugal, foi distribuído pela Nitrato Filmes a partir de fevereiro do mesmo ano.
O filme foi selecionado para os festivais de IFFRotterdam (2023), BAFICI 25º (2024), laureado com o Grande Prêmio e Prêmio Melhor Atuação para Maria Fernanda Cândido, e FILMADRID (2024), com duas menções especiais do Júri Jovem para o filme e para atuação da atriz Maria Fernanda Cândido. 

## Sinopse
Rio de Janeiro, 1964. Após o fim de uma paixão, G.H., escultora da elite de Copacabana, decide arrumar seu apartamento, começando pelo quarto de serviço. No dia anterior, a empregada pediu demissão. No quarto, G.H. se depara com uma enorme barata que revela seu próprio horror diante do mundo, reflexo de uma sociedade repleta de preconceitos contra os seres que elege como subalternos. Diante do inseto, G.H. vive sua via-crúcis existencial. A experiência narra a perda de sua identidade e a faz questionar todas as convenções sociais que aprisionam o feminino até os dias de hoje. Baseado no romance de Clarice Lispector. 

## Elenco
- Maria Fernanda Cândido .... G.H.
- Samira Nancassa .... Janair

## Produção
"A Paixão Segundo G.H." é o segundo longa-metragem do cineasta Luiz Fernando Carvalho após o premiado Lavoura Arcaica (2001), também uma versão cinematográfica de um clássico da literatura brasileira. Foi durante a montagem de "Lavoura Arcaica" que Luiz Fernando Carvalho teve contato com G.H. - romance central da obra de Clarice Lispector. Ao longo de sua carreira, Luiz Fernando Carvalho realizou diversas minisséries baseadas na  literatura, como Os Maias, de Eça de Queiroz (2001); Capitu, de Machado de Assis (2005); A Pedra do Reino, de Ariano Suassuna (2007); Dois Irmãos, de Milton Hatoum (2017); e a microssérie Correio Feminino (2013), inspirada em crônicas escritas por Clarice Lispector nas décadas de 1950 e 1960.
O processo criativo do filme aconteceu no galpão criativo do diretor, no bairro da Vila Leopoldina (SP). No espaço, sempre de forma colaborativa, aconteceram os vários treinamentos que o diretor elabora e propõe à sua equipe e elenco. Toda a concepção, a transformação da obra literária para o cinema, o trabalho da equipe e as filmagens deram origem ao livro "Diário de um filme" (Editora Rocco, 2024), da roteirista Melina Dalboni. A publicação também reúne as transcrições das palestras das Oficinas Teóricas de nomes como José Miguel Wisnik, Nadia Battella Gotlib, Yudith Rosenbaum, além de fotos, frames cadernos do diretor.

### Preparação do elenco
A atriz Maria Fernanda Cândido foi escolhida para “ser” G.H., papel título do filme. A atriz dá continuidade à parceria artística com Luiz Fernando Carvalho: Capitu (2008), Afinal, o Que Querem as Mulheres? (2010), Correio Feminino (2013) e Dois Irmãos (2017). O trabalho de preparação de Maria Fernanda inclui improvisação sobre o romance, estudo vocal e imersão no texto original coordenados pessoalmente por Luiz Fernando Carvalho.
Samira Nancassa, imigrante de Guiné-Bissau, foi especialmente escolhida por Luiz Fernando Carvalho para o papel de Janair, a empregada de G.H. que pede demissão.

### Filmagens
Um apartamento em Copacabana serviu de locação para as filmagens do longa-metragem, ambientado no início dos anos 1960. O filme foi todo realizado em película 35mm, revelado no laboratório Tecnicolor, em New York. A direção de fotografia é dos estreantes Paulo Mancini e Mikeas e a edição de Marcio Hashimoto, colaborador do cineasta desde "A Pedra do Reino";  e Nina Galanternick.

## Lançamento
"Filme 'A Paixão Segundo G.H.' é como saborear a conquista do impossível. Há que se discutir se algum artista já conseguiu isso. Clarice chegou perto. Carvalho e Candido também"

—Walter Porto, colunista, na Folha de S. Paulo
O longa-metragem inicialmente com lançamento previsto para 2020, ano do centenário de Clarice Lispector, sofreu uma série de adiamentos em virtude da pandemia de COVID-19 e de outros trabalhos do diretor Luiz Fernando Carvalho, como a minissérie Independências lançada em 2022, na TV Cultura, ano do bicentenário da independência brasileira. O longa estreia dia 11 de abril de 2024.
O filme foi exibido pela primeira vez ao público no 25º Festival do Rio, no dia 13 outubro de 2023, e na 47ª Mostra Internacional de Cinema de São Paulo, onde foi realizado o encontro Da Palavra à Imagem, com Luiz Fernando Carvalho, Maria Fernanda Candido, a biógrafa Nádia Battella Gotlib e Melina Dalboni.
Na exibição internacional na 53ª edição do Festival de Rotterdam, na Holanda, o filme foi bastante aplaudido e teve sessões com ingressos esgotados seguidas de conversas com o público.
 No dia 15 de fevereiro de 2024, o longa-metragem teve sua estreia nacional em Portugal, marcada por uma sessão especial e esgotada no Cinema Trindade, na cidade do Porto.

### Recepção da crítica
"A prosa altamente filosófica de Clarice Lispector encontra uma representação cinematográfica que supera todas as expectativas. O filme combina o confessional, o experimental e o psicológico para alcançar um horror existencial com ecos de Através de um espelho (1961), de Ingmar Bergman, e Repulsa ao sexo (1965), de Roman Polanski"

—Cristina Álvarez López, IFF Rotterdam
A obra foi celebrada pela crítica após as exibições nos festivais do Rio, São Paulo, Roterdã e Buenos Aires. O crítico Carlos Alberto de Mattos descreveu o filme como extraordinário, corajoso e requintado não se amofina diante dos desafios do original. Em vez disso, mergulha no seu tecido escamoso e delirante para daí extrair uma pérola de cinema.
Para a crítica Mónica Delgado, que viu a exibição em Rotterdam, a potência dos monólogos é explorada por Carvalho desde uma predominância do primeiro plano. E assim, o diretor brasileiro empatou com os mais de noventa anos de A Paixão de Joana d’Arc, de Carl Theodor Dreyer. A extraordinária atriz Maria Fernanda Cândido, G.H., é uma Maria Falconetti glamourosa e vive no Rio de Janeiro em uns esplendorosos anos 50.
Nas palavras da crítica argentina Marta Casale, após a exibição no BAFICI, em Buenos Aires, o filme de Carvalho é surpreendentemente sensorial; brinca com texturas, sons e cores; move-se entre close-ups fortes.
Maria Fernanda Cândido, na resenha da crítica Susana Schild, conduz essa odisseia particular com potência luminosa,  etérea, através do olhar e dos poros.  Ainda segundo o autor Mario Sergio Conti, é um filme cuja beleza não tem paralelo no cinema nacional recente... é melhor do que o romance da autora Clarice Lispector no qual ele se baseia.

### Homenagem
Além da obra cinematográfica, Luiz Fernando Carvalho assina um dos posfácios do relançamento da obra completa da escritora pela Editora Rocco.
As vendas do livro de Clarice Lispector aumentaram 69% nas livrarias após a estreia do filme no Brasil, de acordo com a Editora Rocco, responsável por toda a obra da autora.